# Henri Maréchal (compositeur)
Pour les articles homonymes, voir Henri Maréchal.
Charles-Henri Maréchal est un compositeur français né le 22 janvier 1842 à Paris où il est mort le 12 mai 1924. 

## Biographie
D'abord attiré par la poésie, Henri Maréchal s'oriente finalement vers la musique, qu'il étudie en suivant à Paris les cours de solfège d'Émile Chevé et d'orgue d'Édouard Batiste. À partir de 1866, il poursuit ses classes au Conservatoire, où il est l'élève de François Benoist pour l'orgue et Victor Massé pour la composition.
En 1870, il remporte le Grand prix de Rome avec sa cantate Le Jugement de Dieu. À son retour de la villa Médicis il fait représenter en 1875 et 1876 un poème sacré, La Nativité, sur des paroles d'Émile Cicile, et se consacre dès lors à la scène, écrivant plusieurs opéras-comiques, dont Les Amoureux de Catherine, son premier succès, donné plus de cent cinquante fois à la salle Favart.
Outre ses ouvrages pour le théâtre, on lui doit des pièces chorales, symphoniques, quelques mélodies et pièces pour piano, 2 morceaux de concours pour le Conservatoire, ainsi que 3 livres de souvenirs : Rome (publié en 1904), Paris (en 1907), et Lettres et souvenirs, 1870‑1874 (en 1920).  
Officier d'Académie dans l'ordre des Palmes académiques depuis 1886, il est nommé en 1898 chevalier de la Légion d'honneur. Il est inspecteur de l'enseignement musical pour le ministère des Beaux-Arts et collabore au journal musical Le Ménestrel. À la fondation du Salon des musiciens français en 1911 (pour une première audition publique en 1912), il en est le président.
Il est inhumé au Cimetière du Père-Lachaise, (1ère division, 1ère ligne).

## Distinctions
- Officier d'académie (1886)
- Chevalier de la Légion d'honneur (1898)

## Œuvres

### Musique vocale
- Les Amoureux de Catherine, opéra-comique en 1 acte de Jules Barbier, d'après Émile Erckmann et Alexandre Chatrian, créé à l'Opéra-Comique le 08 mai 1876[15]
- La Taverne des Trabans, opéra-comique en 3 actes, livret de J. Barbier, créé à l'Opéra-Comique le 31 décembre 1881[16]
- L'Étoile, idylle antique avec choeurs, paroles de Paul Collin (1881)
- Les Vivants et les Morts, strophes de Philipe Gille, pour quatre voix et orchestre (1886)[17]
- Le Miracle de Naïm, drame sacré de Paul Collin (1887)
- Deïdamie, opéra en 2 actes, livret d'Édouard Noël, créé à l'Opéra le 15 septembre 1893[18]
- Calendal, opéra en 4 actes, livret de Paul Ferrier d'après Mistral, créé à Rouen au théâtre des Arts le 21 décembre 1894[19]
- La Légende de Jumièges, poème de Noël, pour le concours musical de Rouen (26 juillet 1896)
- Daphnis et Chloé, comédie lyrique en 3 actes (seconde version à 2 actes), livret de Jules et Pierre Barbier, créé au Théâtre lyrique de la Renaissance le 8 novembre 1899[20]
- Ping-Sîn, poème lyrique en deux actes, livret de Louis Gallet, créé à l'Opéra Comique le 25 janvier 1918[21]
- plusieurs motets parmi lesquels un Agnus Dei à 3 voix, un Kyrie à 3 voix, un Ave verum avec solo de baryton, un O Salutaris, un Ave Maria
- nombreux chœurs pour voix d’homme
- mélodies pour voix et piano

### Musique de scène
- l'Ami Fritz d'Erckmann et Chatrian (Comédie-Française, 1876)
- Les Rantzau d'Erckmann et Chatrian (Comédie-Française, 1882)
- Smilis de Jean Aicard (Comédie-Française, 1884)
- Crime et Châtiment de Le Roux et Ginisty (Odéon, 1888)

### Musique instrumentale
- Esquisses vénitiennes, pour orchestre (1894)
- Antar, poème symphonique en 5 parties (1897)
- le Lac des aulnes, ballet (1907)[22]

- des pièces pour piano
- un recueil de pièces pour orgue (1912)[23]
- Fantaisie pour cor avec accompagnement de piano (morceau de concours du Conservatoire de Paris en 1899)[24]
- Rapsodie pour violon et piano
- Elégie pour alto et piano
- L'Orateur, fantaisie étude pour contrebasse et piano (morceau de concours du Conservatoire de Paris en 1917)[25]
- Air du Guet, pour quintette à vent (1920)[26]

### Livres
- Rome, souvenirs d’un musicien, Paris, Librairie Hachette, 1904[27]

Prix Sobrier-Arnould de l’Académie française 1905
- Paris, souvenirs d’un musicien, Paris, Librairie Hachette, 1907[28]
- Monographie universelle de l'orphéon (avec Gabriel Parès), Paris, Librairie Delagrave, 1910[29]
- Lettres et Souvenirs, 1871-1874, Paris, Librairie Hachette, 1920[30]

### Musique de film
- 1920 : L'Ami Fritz de René Hervil